# John Smith (lottatore)
John William Smith (Oklahoma City, 9 agosto 1965) è un ex lottatore statunitense, specialista della lotta libera, divenuto poi un allenatore. È stato due volte campione nazionale NCAA Division I, due volte campione olimpico e quattro volte campione mondiale, pertanto uno dei lottatori statunitensi più vincenti della storia a livello mondiale.

## Carriera
Smith ha cominciato a praticare lotta libera dagli anni della sua adolescenza. I risultati principali della sua carriera sono le quattro medaglie d'oro ai Campionati mondiali nel 1987, 1989, 1990 e 1991 nella categoria fino a 62 kg., e due medaglie d'oro olimpiche ai Giochi di Seul 1988 e Barcellona 1992 nella stessa categoria. Ha vinto anche due medaglie d'oro ai Giochi Pan-Americani nel 1987 e nel 1991.
A livello Senior (dai 20 anni in su) il suo curriculum internazionale di lotta libera era 100-5.
Al termine della sua carriera agonistica, John Smith divenne capo allenatore di lotta alla Oklahoma State University, portando al successo in campo nazionale diversi suoi allievi.